# Мариано Пуерта
Мариано Рубен Пуерта (на испански: Mariano Rubén Puerta)  [maˈɾjano ruˈβem ˈpweɾta] е аржентински тенисист. 

## Биография
Мариано Пуерта е роден на 19 септември 1978 г. в Сан Франциско, Аржентина.

## Кариера
Мариано Пуерта дебютира в ATP тур през 1997 г. и става професионалист през 1998 г. Той печели първата си титла от ATP през 1998 г. в Палермо, Италия.
Мариано Пуерта достига най-високо класиране в кариерата си, до номер 9 в световната ранглиста на ATP на сингъл през август 2005 г. Върхът на кариерата му е достигането до финала на Откритото първенство на Франция през 2005 г. Успеха му е помрачен от положителен тест на забраненото вещество етилефрин, след тест за наркотици непосредствено след финала на Откритото първенство на Франция, получава осемгодишна забрана за участие.

## Кариерна статистика

#### Финали на турнири от Голям шлем (1)
| година | турнир      | съперник     | резултат                |
| ------ | ----------- | ------------ | ----------------------- |
| 2005   | Ролан Гарос | Рафаел Надал | 7–6(8–6), 3–6, 1–6, 5–7 |

### ATP финали (3 титли; 10 финала)
|        | П–З | Година | Турнир               | Клас           | Настилка | Опонент           | Резултат                |
| ------ | --- | ------ | -------------------- | -------------- | -------- | ----------------- | ----------------------- |
| Загуба | 0–1 | 1998   | Сан Марино Оупън     | Световни серии | Клей     | Доминик Хърбати   | 2–6, 5–7                |
| Победа | 1–1 | 1998   | Сицилия Оупън        | Световни серии | Клей     | Франко Скилари    | 6–3, 6–2                |
| Загуба | 1–2 | 2000   | Мексико Оупън        | Межд. Голд     | Клей     | Хуан Игнасио Чела | 4–6, 6–7(4–7)           |
| Загуба | 1–3 | 2000   | Чили Оупън           | Международни   | Клей     | Густаво Куертен   | 6–7(3–7), 3–6           |
| Победа | 2–3 | 2000   | Банколумбия Оупън    | Международни   | Клей     | Юнес Ел Айнауи    | 6–4, 7–6(7–5)           |
| Загуба | 2–4 | 2000   | Суис Оупън           | Международни   | Клей     | Алекс Кореча      | 1–6, 3–6                |
| Загуба | 2–5 | 2000   | Хърватия Оупън       | Международни   | Клей     | Марсело Риос      | 6–7(1–7), 6–4, 3–6      |
| Загуба | 2–6 | 2005   | Аржентина Оупън      | Международни   | Клей     | Гастон Гаудио     | 4–6, 4–6                |
| Победа | 3–6 | 2005   | Гран При Хасан Втори | Международни   | Клей     | Хуан Монако       | 6–4, 6–1                |
| Загуба | 3–7 | 2005   | Ролан Гарос          | Голям шлем     | Клей     | Рафаел Надал      | 7–6(8–6), 3–6, 1–6, 5–7 |